# B. Traven
B. Traven, született, egyes források szerint, Herrmann Albert Otto Max Feige (Świebodzin, 1882. október 9. vagy 1890. február 23. – Mexikóváros vagy Chiapas, 1969. március 26.) német nyelven alkotó regényíró. A modern világirodalom máig leghomályosabb alakja, ugyanis életével kapcsolatos adatokat és fényképet nem közölt. 1990-re ugyan tisztázódott, hogy eredetileg Fred Maruthnak hívták, de ennek a személynek a kilétét illetően ugyanannyi a bizonytalanság.
A Halálhajó német kiadója (Rowohlt Verlag) szerint Ret Marut lett volna az igazi neve; egy a Bajor Tanácsköztársaság után halálra ítélt, de elmenekült müncheni újságíró, aki 1917 és 1920 között az ő Der Ziegelbrenner nevű folyóiratában támadta korszakát. A Berliner Tageszeitung kapta meg első könyve kéziratát (Die Baumwollpflücker) ceruzával barna csomagolópapírra írva.

## Rejtély
Életéről és eredeti nevéről szinte semmit sem lehet tudni, akárcsak a vezetékneve előtti „B” betűről. Egyes források szerint Chicagóban született 1892. május 3-án Traven Torsvan néven, és norvég származású, míg mások szerint 1895-ben. Eredeti neve is kétes. A Traven Torsvan nevet az ötvenes években használta, egy akkor szerzett útlevelében, de több álneve is volt Mexikóban, ahol élt.
1947-ben, amikor a Sierra Madre kincse című művét filmesítették, egy Hal Croves nevű tanácsadó is dolgozott a forgatáson, aki nem más volt, mint Traven. Kiadóinak sem fényképet, sem életrajzot nem küldött, mert ezt magánügynek tartotta, és szerinte ennek nincs akkora jelentősége a regényeinél. Mikor az egyik újság hevesen ostromolta, hogy legalább egy képet küldjön magáról, ő csoportképet küldött, amin nem jelölte meg, hol áll, de vannak, akik szerint nincs is rajta.
Bár úgy vélték, hogy már 1950-ben meghalt, valójában 1969. március 26-án hunyt el. Már életében keringtek olyan feltételezések, hogy ő valójában egy Ret Marut nevű anarchista.
Noha németül írt, egyik levelében világosan kifejtette, hogy ő nem német, és 1900-ban született. Gyakran azzal is büszkélkedett, hogy II. Vilmos német császár törvénytelen fia. A róla szóló legendák egyike szerint cigányok elhagyott fia lenne, vagy épp nem is férfi, hanem nő. Valakik az egyik mexikói kormányfőt sejtették Traven személye mögött, mert annak lánya az író titkárnője volt, és Mexikóban tolmácsolta spanyolra műveit.
Olyan elméletek és legendák is vannak továbbá, melyek úgy feltételezik, hogy mégis német, egy kivándorolt család fia. Más elméletek szerint egy skandináv tengerész, vagy talán előkelő skót család gyermeke, aki szakított szüleivel és a kalandos életet választotta; de szívósan élt a Traven-Marut azonosság elképzelése, sőt felmerült a szlovén származás is a Traven vezetéknév miatt, amely Szlovéniában családnév (jelentése füves). Visszahúzódó magatartásával csak fokozta az emberek kíváncsiságát.
1990-ben felesége, Rosa Elena Lujan elmondta a The New York Timesnak, hogy Traven valóban Ret Marut, aki színész volt, de aztán az anarchista mozgalomhoz csatlakozott, majd az 1919. évi spartakista felkelés leverése után menekült külföldre. Ennek az embernek azonban ugyanúgy nem tisztázott származása és eredeti személyisége, életútját mindössze 1907-ig lehet nyomon követni. Végül is Lujan sem adott választ arra, ki volt az a „B. Traven”.

## Munkássága
Traven rendkívül sikeres bestsellereket írt, amelyek a világ legtöbb nyelvén, így magyarul is megjelentek. Elsősorban Mexikóban játszódnak ezek a regények, fő témájuk a kisemberek, s kisebbségek elleni könyörtelen rasszista bánásmód, a halál, babonaságok, s a magány. Regényei rendkívül tekintélyellenesek, radikális, s anarchista szemléletűek. Alaposan kivesézik a fizikai elnyomottságot és a kilátástalanságot, amit egyszerű emberek szenvednek el, kik minden nap verésnek és sértegetésnek vannak kitéve, olyan személyek részéről, akikben túlfűtött a faji és társadalmi felsőbbrendűség érzése, akik a nemzeti hovatartozás és a bőrszín szerint különböztetik meg ki igazi keresztény és ki nem. De ezeket az embereket sem lehet sokáig elnyomni, mert ahogy az Akasztottak lázadása c. regényben is, az indián munkások felkelnek spanyol elnyomóik ellen, s bár elbuknak, de inkább meg akarnak halni, mintsem ebben a földi pokolban tovább élni, ahol a kapitalista elvek szerint rendszeresen csontig kizsákmányolják a kisembereket. Ezen réteg kiszolgáltatottságát nagyon gyakran ábrázolja.
Az erősen kapitalistaellenes Traven regényei egy romantikus anarchista lázadó világképét tükrözik, aki támadja az államot, az egyházat, a kapitalista társadalmi rendet, harcol a faji megkülönböztetés ellen.
»A szellemi értéket alkotó munkástól sohasem kell életrajzot követelni. …Az alkotó ember életrajza a legkevésbé sem fontos. Ha az embert nem lehet műveiből felismerni, akkor vagy az ember, vagy a mű értéktelen. Ezért az embernek a művein kívül ne legyen más biográfiája. Műveiben bocsátja bírálatra személyét és életét.«
A Halálhajó (1926) c. regényében egy iratait elvesztett tengerész az áldozat. Az Akasztottak lázadása, (1936) c. mű az indián munkások kiszolgáltatott sorsát ábrázolja.
Könyvei egyszerű stílusukkal és remek cselekménybonyolító technikájukkal világsikert arattak.

## Filmek

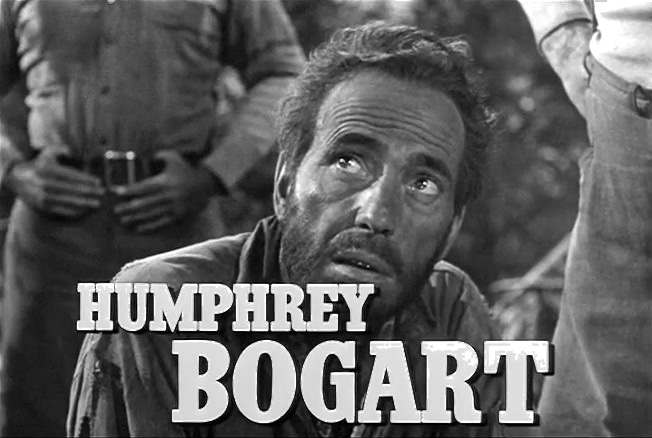
A Sierra Madre kincse

A Sierra Madre kincse (Der Schatz der Sierra Madre, 1927) című regényéből John Huston rendezésében készült játékfilm 1948-ban, a főszereplő Humphrey Bogart volt.
A halálhajó (1959) című német-mexikói koprodukcióban készült filmadaptáció mára kultuszfilmmé vált. Rendező: Georg Tressler. Szereplők: Horst Buchholz, Elke Sommer, Mario Adorf, Helmut Schmid és Alf Marholm.

## Művei
- A gyapotszedők (Die Baumwollpflücker), 1925.
- A halálhajó (Das Totenschiff), 1926.
- Aranyásók (Der Schatz der Sierra Madre), 1927.
- A tavasz országa (Land des Frühlings), 1928.
- Híd a dzsungelben (Die Brücke im Dschungel), 1929.
- A fehér rózsa (Die weisse Rose), 1929.
- Caoba-ciklus (Mahagoni - ciklus):
  - A taliga (Der Karren)
  - Embervásár Mexikóban (Regierung)
  - Rabszolgák útja (Der Marsch ins Reich der Caoba)
  - Az őserdő foglyai (Trozas)
  - Akasztottak lázadása (Die Rebellion der Gehenkten)
  - A dzsungelből jött generális (Ein General kommt aus dem Dschungel

## Magyarul
- A halálhajó. Egy amerikai tengerész története; ford. Dormándi László; Pantheon, Bp., 192? (A regény mesterei)
- A gyapotszedők; ford. Dormándi László; Pantheon, Bp., 1934 (Jó könyvek)
- Aranyásók; ford. Salgó Ottó; Pantheon, Bp., 1934 (Jó könyvek)
- A fehér rózsa; ford. Dormándi László; Pantheon, Bp., 1935 (Jó könyvek)
- A taliga; ford. Szegő István; Pantheon, Bp., 1937
- Átkozott arany; ford. Salgó Ottó; Szikra, Bp., 1948 (Forintos regény)
- A halálhajó. Egy amerikai tengerész története; ford. Dormándi László; Magyar Könyvbarátok Kultúregyesülete, Bp., 1948
- Akasztottak lázadása; ford. László Zsigmond; Anonymus, Bp., 1948
- Rabszolgák útja; ford. Keszi Imre; Szikra, Bp., 1949
- A taliga. Regény; ford. Szegő István, utószó Jahn Ferencné; Magyar Helikon, Bp., 1957
- Embervásár Mexikóban; ford. Szegő István; Magyar Helikon, Bp., 1958
- Híd a dzsungelben; ford. Terényi István; Kossuth, Bp., 1958
- A Fehér Rózsa; ford. Szabó Ede, utószó Vajda Gábor; Szépirodalmi, Bp., 1960 (Olcsó könyvtár)
- Az őserdő foglyai. Regény; ford. Vajda Gábor; Magyar Helikon, Bp., 1960
- A dzsungelből jött generális; ford. Kardoss Tilda; Magyar Helikon, Bp., 1961
- Akasztottak lázadása; ford. Jahn Anna; Magyar Helikon, Bp., 1961
- A halálhajó. Egy amerikai tengerész története. Regény; ford. Dormándi László, utószó Czibor János; Európa, Bp., 1962 (Kincses könyvek. Szépirodalmi sorozat)
- Makrancos hölgy Mexikóban. Válogatott elbeszélések; vál., ford., utószó Hajdú Miklós; Európa, Bp., 1978